# 溶岩チキン
『溶岩チキン』（ようがんチキン、原題: Steve's Lava Chicken）は、ジャック・ブラックが歌う、『マインクラフト/ザ・ムービー』（2025年）のサウンドトラック収録曲である。作中では、ブラックが演じるスティーブが、生きたニワトリに溶岩をかけて調理するシーンのジングルとして使用されている。この曲はブラックと映画監督のジャレッド・ヘスによって共作され、長さは34秒である。この曲は特にアメリカ合衆国とイギリスにおいて、Billboard Hot 100および全英シングルチャートにそれぞれ史上最短時間の楽曲としてランクインし、いくつかの記録を打ち立てた。また、他国のチャートにもランクインした。

## 背景とリリース
溶岩チキンは、『マインクラフト/ザ・ムービー』の作中で、ジャック・ブラックが演じるスティーブが、生きたニワトリを溶岩で調理するために作った装置を披露する場面で使用されている。この曲の題材は、その装置で調理された鶏肉である。曲の長さは約34秒であり、ブラックと映画監督のジャレッド・ヘスによって共作された。
溶岩チキンを含むマインクラフト/ザ・ムービーのサウンドトラックは、2025年3月28日にウォータータワー・ミュージックから発売された。この曲を使用した映画の50秒間のシーンが「公式ミュージックビデオ」としてウォータータワーにより公開され、2025年4月9日に配信された。
ブラックによるEP「I...Am Steve」が2025年4月18日に発売され、この中には溶岩チキンのロングバージョンや映画のサウンドトラックからのボーナス曲が収録されている。ロングバージョンの長さは1分15秒である。また、2025年6月には溶岩チキンのインストゥルメンタル・リミックスが『Minecraft』にレコードとして追加され、プレイヤーはチキンジョッキーを倒すことでこのレコードを入手できるようになった。

## 商業的成果
アメリカでは、溶岩チキンは映画公開週に250万回以上ストリーミング再生され、公開前週からの再生数が1,973%増加した。その後、この曲は2025年5月3日付の週にHot 100で78位に初登場し、チャート史上最も短い楽曲として記録を更新した。この記録は、それまで最短記録であったキッド・カディの「Beautiful Trip」（37秒）を上回るものである。
イギリスでは、溶岩チキンは2025年5月2日付（集計週終了日2025年5月8日）の全英シングルチャートで9位を記録し、チャート3週目での最高位となった。この曲は、全英シングルチャートのトップ40に入った史上最も短い楽曲として記録を更新した。これまでの記録保持者は、ジョニー・トランクとダンカン・ウィスビーによる36秒の楽曲「The Ladies' Bras」であった。また、この曲はブラックにとってイギリスでの自己最高チャート順位となり、2023年の映画『ザ・スーパーマリオブラザーズ・ムービー』の「ピーチス」を上回った。

## チャート
| チャート（2025年）                          | 最高 順位 |
| ------------------------------------------- | --------- |
| オーストラリア (ARIA)                       | 71        |
| カナダ (Canadian Hot 100)                   | 64        |
| Global 200 (Billboard)                      | 97        |
| アイルランド (IRMA)                         | 19        |
| ニュージーランド (Recorded Music NZ)        | 28        |
| ノルウェー (VG-lista)                       | 75        |
| スウェーデン (Sverigetopplistan)            | 69        |
| UK シングルス (OCC)                         | 9         |
| UK インディ (OCC)                           | 2         |
| US Billboard Hot 100                        | 78        |
| US Hot Rock & Alternative Songs (Billboard) | 12        |